# ماروچینو

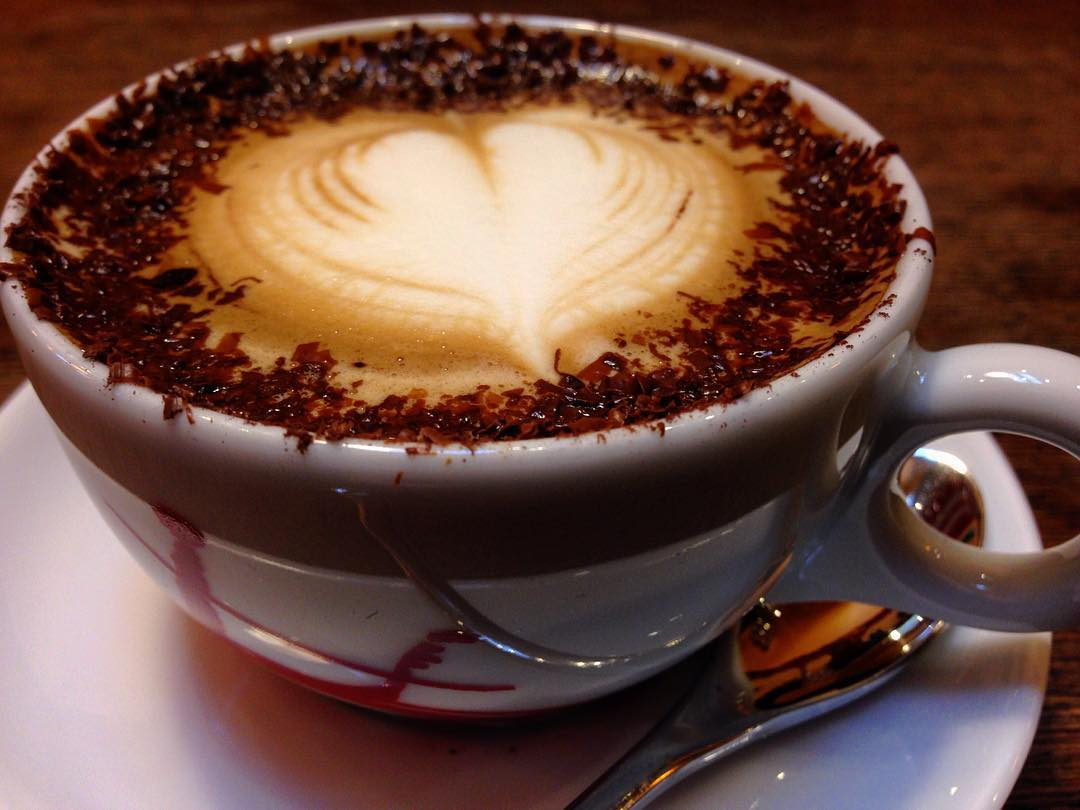
ماروچینو

ماروچینو (به ایتالیایی: Marocchino) نوعی نوشیدنی قهوه متعلق به آلساندریا، ایتالیا است. کافه ماروچینو در لیوانی کوچک سرو می‌شود و شامل یک شات اسپرسو (گاهی یک شات کوچک، یا ریسترتو)، پودر کاکائو و کف شیر می‌باشد. در بعضی از مناطق شمالیِ ایتالیا، شکلات داغ غلیظ اضافه می‌شود. در البا، خانهٔ شرکت ایتالیایی شکلات فریرو، نوتلا استفاده می‌شود. نام ماروچینو (واژهٔ ایتالیایی برای مراکشی) از رنگ آن نشات گرفته است، زیرا ماروچینو (چرم مراکش) نوعی چرم قهوه‌ای روشن بود که در دهه ۱۹۳۰ میلادی برای ساخت کش سر استفاده می‌شد.

## طرز تهیه
روش های تهیه کافه ماروچینو مختلف است. معمولاً، ابتدا در کف فنجان پودر کاکائو پاشیده می‌شود، سپس اسپرسو و کف شیر ریخته می‌شود و در آخر دوباره پودر کاکائو روی محتویات ریخته می‌شود.

## همچنین ببینید
- بیچرین